# Te necesito tanto, amor
 Te necesito tanto, amor es una película de Argentina filmada en Eastmancolor dirigida por Julio Saraceni que se estrenó el 4 de marzo de 1976 y que tuvo como actores principales a Elio Roca, Elizabeth Killian, Jorge Barreiro y  Rosanna Falasca.

## Sinopsis
Un joven vuelve a su amor del barrio después de haber dejado todo para triunfar en la canción.

## Reparto
Participaron del filme los siguientes intérpretes:
- Elio Roca …Roberto Gutiérrez / Roberto Galvé
- Elizabeth Killian …Lila
- Jorge Barreiro …jefe de Angela
- Rosanna Falasca …Ángela
- Rodolfo Ranni
- Nelly Panizza
- Augusto Codecá …Sr. Murray
- Carlos Scazziotta...Eliseo
- Miguel Narciso Brusse
- Mario Savino
- Miguel Jordán
- Ricardo Jordán
- Aldo Mayo
- Isabel Giosa
- Ricardo Suñez
- Silvio Soldán
- Julio César Vázquez
- Francisco Mirada
- Francisco Espósito
- Julio César Acera

## Comentarios
Clarín dijo:

”Canciones, lugares turísticos, escasa veracidad…Julio Saraceni conduce el film con su impertubable profesionalismo.”

La Razón opinó:

”Se luce Elio Roca en un amable film.”

Manrupe y Portela escriben:

”Film de cantor sin otra trascendencia que su éxito de entonces.”